# Conus alexandrei
Espèce
Conus alexandrei est une espèce de mollusques gastéropodes marins de la famille des Conidae.
Comme toutes les espèces du genre Conus, ces escargots sont prédateurs et venimeux. Ils sont capables de « piquer » les humains et doivent donc être manipulés avec précaution, voire pas du tout.

## Description
La taille de la coquille varie entre 30 mm et 46 mm.

## Distribution
Cette espèce marine est présente au large des Philippines, des Fidji et du Vanuatu.

## Taxonomie

### Publication originale
L'espèce Conus alexandrei a été décrite pour la première fois en 2012 par les malacologistes français Loíc Limpalaër et Éric Monnier (d) dans « Visaya »,.

### Synonymes
- Conus (Phasmoconus) alexandrei (Limpalaër & Monnier, 2012) · appellation alternative
- Phasmoconus alexandrei Limpalaër & Monnier, 2012 · non accepté